# Estación Quitilipi
Quitilipi es una estación de ferrocarril ubicada en la ciudad homónima, departamento Quitilipi, provincia del Chaco, Argentina

## Servicios
No presta servicios de pasajeros, solo de cargas de la empresa Trenes Argentinos Cargas. Las vías por donde corren los trenes corresponden al Ramal C3 del Ferrocarril General Belgrano.